# Campanula digenea
Campanula digenea là loài thực vật có hoa trong họ Hoa chuông. Loài này được F.Wettst. mô tả khoa học đầu tiên năm 1921.